# Џејмс Козмо
Џејмс Роналд Гордон Коупленд (енгл. James Ronald Gordon Copeland; рођен у Дамбартону, 24. маја 1948), познатији као Џејмс Козмо (енгл. James Cosmo), шкотски је позоришни, филмски и ТВ глумац.